# Дили, Майкл
Майкл Дили (англ. Michael Deeley; род. 6 августа 1932, Лондон) — британский кинопродюсер. Является одним из основателей и почётным президентом The British Screen Advisory Council.

## Биография
Майкл Дили учился в школе Стоу в Бакингемшире. Отец Майкла был директором рекламного агентства McCann Erickson, а мать работала помощником кинопродюсеров.
Отслужив в армии во время войны в Малайе, Дили вернулся домой и, благодаря связям матери получил работу помощника редактора в компании, управляемой Дугласом Фэрбенксом-младшим.
Во время работы над телешоу «Приключения Робина Гуда» Дили объединился с Гарри Бутом, и они собрали средства для создания короткометражного фильма «Случай Муккинского Боевого Рога» («The Case of the Mukkinese Battle Horn», 1956 год, режиссёр Джозеф Стерлинг), в главных ролях снимались Питер Селлерс и Спайк Миллиган.
Это положило начало продюсерской карьере Дили, хотя он ещё несколько лет продолжал подрабатывал редактором.
В начале 1960-х годов Дили три года работал в британском отделе продаж MCA Universal, но уже в 1963 году серьёзно взялся за продюсирование и в 1964 году выпустил фильм «Односторонний маятник» («One Way Pendulum», режиссёр Питер Йейтс).
После этого студия Woodfall Film Productions наняла Дили, чтобы помочь директору компании Оскару Левенштейну.
В 1966 Майкл выпускает фильм «Сэнди неохотная нудистка» («Sandy the Reluctant Nudist», снят 1963, вышел на экран в 1966, режиссёр Стенли Пелк).
В 1967 Майкл Дили начинает сотрудничество со Стэнли Бейкером и его компанией Oakhurst Productions. Вместе с ним и Барри Спикингсом он открывает компанию Great Western Investments, которая занималась инвестициями в творческую деятельность.
В 1973 году компанию Great Western Investments приобрела British Lion Films, но Дили остался её управляющим директором.
Работая в компании British Lion, Майкл Дили занимался выпуском фильмов: «А теперь не смотри» («Don’t Look Now», 1973 год, режиссёр Николас Рог) и «Плетёный человек» («The Wicker Man», 1973 год, режиссёр Робин Харди). Создал сериал «Человек, который упал на Землю» («The Man Who Fell to Earth», 1976 год, режиссёр Николас Рог) с Дэвидом Боуи в главной роли. А также финансировал фильмы: «Проект Internecine» («The Internecine Project», 1974 год, режиссёр Кен Хьюз), «Что?» («Who?», 1974 год, режиссёр Джек Голд), «Выкуп» («Ransom», 1974 год, режиссёр Каспар Вреде) и «Недостойное поведение» («Conduct Unbecoming», 1975 год, режиссёр Майкл Андерсон).
После слияния British Lion с EMI Films в 1976 году, управлением компанией занялись Майкл Дили и Барри Спиркинс.
Именно под их руководством в 1978 году были сняты фильмы: «Конвой» («Convoy», режиссёр Сэм Пекинпа), «Водитель» («The Driver», режиссёр Уолтер Хилл), «Смерть на Ниле» («Death on the Nile», режиссёр Джон Гиллермин), «Вожди Атлантиды» («Warlords of Atlantis», режиссёр Кевин Коннор), «Охотник на оленей» («The Deer Hunter», режиссёр Майкл Чимино).

## Премии и номинации
В 1979 году Майкл Дили получает свою первую премию «Оскар» как продюсер фильма «Охотник на оленей». Фильм «Охотник на оленей» («The Deer Hunter», 1978 год, режиссёр Майкл Чимино), был номинирован на девять премий «Оскар» и получил пять: «Лучшая картина», «Лучший режиссёр фильма», «Лучший актёр второго плана» (Кристофер Уокен), «Лучший звук» и «Лучший монтаж фильма».
После этого, в том же 1979 году, Дили покидает компанию и начинает заниматься съёмками легендарного «Бегущего по лезвию» («Blade Runner», 1982 год, режиссёр Ридли Скотт).
Фильм «Бегущий по лезвию» («Blade Runner», 1982 год, режиссёр Ридли Скотт) получил две номинации «Оскар»: «Лучшие декорации» и «Лучшие визуальные эффекты».
Фильм «Ограбление по-итальянски» («The Italian Job», 1969 год, режиссёр Питер Коллинсон), в 1970 году фильм был номинирован на Золотой глобус в категории «Лучший иностранный фильм на английском языке».

## Избранные фильмы
| Год  |   | Русское название                | Оригинальное название                 | Роль |
| ---- | - | ------------------------------- | ------------------------------------- | ---- |
| 1955 | ф | Приключения Робин Гуда          | The Adventures of Robin Hood          |      |
| 1956 | ф | Случай Муккинского Боевого Рога | The Case of the Mukkinese Battle Horn |      |
| 1963 | ф | Сэнди неохотная нудистка        | Sandy the Reluctant Nudist            |      |
| 1964 | ф | Односторонний маятник           | One Way Pendulum                      |      |
| 1965 | ф | Сноровка... и как её приобрести | The Knack ...and How to Get It        |      |
| 1967 | ф | Ограбление                      | Robbery                               |      |
| 1967 | ф | Белый автобус                   | The White Bus                         |      |
| 1969 | ф | Где Джек?                       | Where's Jack?                         |      |
| 1969 | ф | Ограбление по-итальянски        | The Italian Job                       |      |
| 1971 | с | Война Мёрфи                     | Murphy's War                          |      |
| 1975 | ф | Недостойное поведение           | Conduct Unbecoming                    |      |
| 1976 | ф | Человек, который упал на Землю  | The Man Who Fell to Earth             |      |
| 1978 | ф | Конвой                          | Convoy                                |      |
| 1978 | ф | Охотник на оленей               | The Deer Hunter                       |      |
| 1982 | ф | Бегущий по лезвию               | Blade Runner                          |      |